# Шаболдин, Юрий Константинович
Юрий Константинович Шаболдин (род. 2 мая 1936, Челябинск) — советский хоккеист, нападающий.

## Биография
Воспитанник «Дзержинца» Челябинск. Выступал за команды «Авангард-2» Челябинск (1954/55), «Авангард» Челябинск (1955/56), «Буревестник» Челябинск (1956/57), «Крылья Советов» Казань (1957/58), «Спартак» Омск (1958/59 — 1961/62), СК им. Урицкого (Казань) (1962/63), «Металлург» Челябинск (1963/64 — 1965/66), «Авангард» Петропавловск (1967/68). Чемпион РСФСР 1958/1959. Дальнейшая судьба неизвестна.